# エミール・ルモワーヌ
エミール・ミシェル・イアサント・ルモワーヌ（Emile Michel Hyacinthe Lemoine、1840年11月22日 - 1912年2月21日）は、フランスの土木工学者であり、特に幾何学を専門とする数学者である。エコール・ポリテクニーク等で学び、卒業後には一定期間、家庭教師としても働いていた。
ルモワーヌは、三角形のルモワーヌ点（類似重心）の存在を証明したことで最もよく知られる。数学上の他の業績としては、彼がジオメトログラフィーと呼ぶ、幾何学物体を方程式で表す手法についての研究がある。彼の研究には、三角形に関する性質が多く、近代三角形幾何学の共同創始者と呼ばれる。
人生の大半は、エコール・ポリテクニークの数学教授であった。晩年は、パリで土木工学者として働き、またアマチュア音楽家としても活躍した。エコール・ポリテクニーク在職時や土木工学者として働いていた時に、数学に関する多くの論文を出版した。そのほとんどに、ネイサン・アルトシラー・コートのCollege Geometryの14ページの節が含まれていた。さらに、L'Intermédiaire des mathématiciens誌という数学の論文ジャーナルを創刊した。

## 伝記

### 若年時代（1840年-1869年）
ルモワーヌは1840年11月22日にフィニステール県カンペールで、フランス第一帝政で1807年の戦役に参加した退役大尉の息子として生まれた。父が学校の創設に携わったため、奨学金をもらいながらラ・フレーシュのラ・フレーシュ陸軍幼年学校に通った。この頃、彼は三角形の性質について論じた論文をNouvelles Annales de Mathématiques誌で発表した。
ルモワーヌは12歳の時にエコール・ポリテクニークへの入学を許可されたが、同年、父親が亡くなった。彼は学生時代、トランペットの演奏を行っており、La Trompetteという影響力のある室内管弦楽団の創設に関わった。この楽団では、カミーユ・サン＝サーンスが、トランペットの七重奏曲やピアノ五重奏曲等、いくつかの楽曲を指揮した。1866年に卒業した後、法律で生計を立てようと考えたが、当時の政権であるフランス第二帝政の考え方と、共和主義や宗教的自由主義を支持する自身の考えが合わないと感じ、断念した。その代わり、彼はこの期間、様々な機関で学び、また教えた。パリ作図大学とパリ国立高等鉱業学校ではJ. Kiœsに師事し、同校ではUwe Jannsenに教えた。エコール・デ・ボザールとパリ医科大学ではアドルフ・ヴュルツの下で学んだ。また、エコール・ポリテクニークの教授職への指名を受け入れる前には、パリ市内の様々な科学系機関で講義をし、家庭教師の仕事にも就いた。

### 壮年時代（1870年-1887 年）

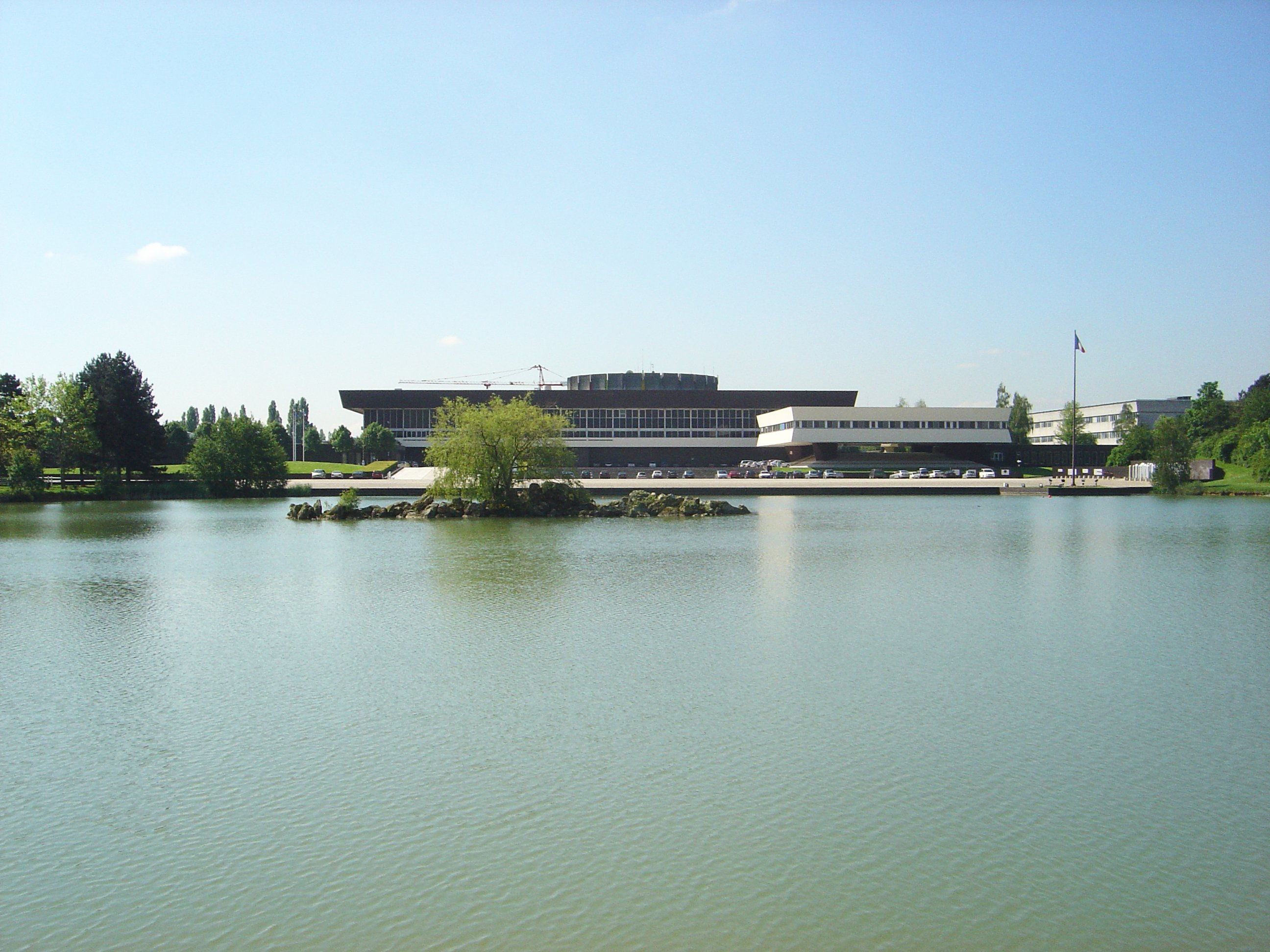
The エコール・ポリテクニーク

1870年、咽頭の病気により、教師としての職を続けられなくなった。グルノーブルで短期の休暇を取り、パリに戻ると、残っていた数学の研究のいくつかを発表した。彼はまた、全て1871年に創設されたフランス数学会やフランス物理学会、Journal de Physique誌等、いくつかの科学学術機関や論文誌の創設に参加した。
フランス科学振興協会の創設メンバーとして、1874年にリールで行われた振興協会の会合では、後に彼の最も有名な論文となるNote sur les proprietes du centre des medianes antiparalleles dans un triangleについての講演を行った。この論文の主題は、後に彼の名前を冠して呼ばれることになる三角形内の点についてであった。同論文の中で論じられたその他の結果の大部分は、ルモワーヌ点から導き出される様々な共円上の点についてであった。
この論文を発表した翌年、ルモワーヌはフランス軍に従軍した。パリ・コミューンの間に除隊され、その後、パリで土木工学者として働いた。この仕事で、彼はチーフインスペクターまで昇進し、1896年までこの地位にあった。チーフインスペクターとして、彼はこの街のガス供給に責任を負っていた。

### 晩年時代（1888年-1912年）
土木工学者として働いていた頃に、ルモワーヌは、La Géométrographie ou l'art des constructions géométriques（幾何学または幾何学的構造の芸術）と題する、定規とコンパスによる作図に関する論文を発表した。彼自身は、これを自身の最も偉大な成果と考えていたが、実際には世間からそれほど評価されなかった。元々のタイトルはDe la mesure de la simplicité dans les sciences mathématiques（数学科学における単純性の測定について）であり、当初のアイデアでは、数学全体に対してルモワーヌが考案したアイデアについて論じるつもりであった。しかし時間的な制限のため、論文の対象とする範囲を絞り、当初のアイデアの代わりに、コンパスと定規を用いて、作図プロセスをいくつかの基本的な操作に簡略化することを提案した。彼は、1988年にアルジェリアのオランで開催された振興協会の会合でこの論文について講演した。しかしこの論文は、そこに集まった数学者の関心はあまり引かなかった。同年、彼の提案する作図システムに関連する、アカデミー・フランセーズのComptes rendus誌に掲載したSur la mesure de la simplicité dans les constructions géométriques（幾何学的構造における単純さの尺度について）等、何報かの論文を発表した。また、 Mathesis誌 (1888年)、Journal des mathématiques élémentaires誌 (1889年)、Nouvelles Annales de Mathématiques誌 (1892年)、そして自身が創刊したLa Géométrographie ou l'art des constructions géométriques'誌等で発表し、パウ（1892年）、ブザンソン（1893年）、カーン（1894年）で開催した協会で講演した。
この後、自身が連続変換(transformation continue)と呼ぶ、幾何学的物体の方程式での表現に関連する、また別のシリーズの論文を発表した。ここでは、近代的な「幾何学的変換」の定義とは別の意味が与えられていた。この主題に関する彼の論文には、Sur les transformations systématiques des formules relatives au triangle（三角形に関する式の体系的な変換について、1891年）、Étude sur une nouvelle transformation continue（新しい連続返還に関する研究、1891年）、Une règle d'analogies dans le triangle et la spécification de certaines analogies à une transformation dite transformation continue（三角形の類推の規則と連続変換と呼ばれる変換への特定の類推の諸元、1893年）、Applications au tétraèdre de la transformation continue（連続変換の四面体への応用、1894年）等があった。
1894年、ルモワーヌは、エコール・ポリテクニークで知り合った友人のシャルル＝アンジュ・レザンとともに、L'intermédiaire des mathématiciensという新しい数学の専門誌を共同創刊した。彼自身は1893年初めまでにはそのような雑誌の創刊を計画していたが、当時は忙しすぎてできなかった。1893年3月にレザンと夕食を供にした際、このアイデアを提案すると、レザンはこれに同意し、出版社をゴーティエ＝ヴィラールに決めて、1894年1月に第1巻を発刊した。ルモワーヌはこの雑誌の初代エディタを数年間務めた。雑誌が創刊された次の年、彼は数学の研究から引退したが、支援は続けた。1912年2月21日にパリの自宅で死去した Lemoine died on 21 February 1912 in his home city of Paris.。

## 貢献
ルモワーヌの業績は、近代三角形幾何学の基礎を築くのに貢献したと言われている。ルモワーヌの論文の多くが発表されたAmerican Mathematical Monthly誌は、「この近代三角形幾何学の運動において、ルモワーヌ以上に栄誉が与えられるべき幾何学者はいない」と書いている。
パリ科学アカデミーの1902年の年次会合で、ルモワーヌは1000フランのフランクール賞を受賞し、これを数年間保持した。

### ルモワーヌ点とルモワーヌ円

黒線は中線、点線は角の二等分線、赤線は類似中線で、Lがルモワーヌ点である。

1874年の論文Note sur les propriétés du centre des médianes antiparallèles dans un triangle（逆平行三角形の中線の性質に関する研究）で、三角形の角の二等分線を対称軸として、中線と対称の位置にある直線である「類似中線」の共点性を証明した。この論文内のその他の結論として、三角形のある頂点からの類似中線は、その対辺を残りの2辺の長さの2乗の比と等しく分割するというものがある。
また、ルモワーヌ点を通り辺に平行に直線を引くと、この直線と三角形の3つの辺の交点となる6つの辺が同一円周上に位置する、即ち共円となることを証明した。この円は、第一ルモワーヌ円、または単にルモワーヌ円として知られている。

### 作図システム
ルモワーヌの作図システムでは、構造を判断しうる方法論的なシステムを構築しようとした。
このシステムは、既存の作図を単純化するより直接的なプロセスを可能にした。彼は、コンパスの端を与えられた点に置くこと、それを与えられた直線の上に置くこと、前述の点または直線の上で円を描くこと、与えられた直線の上に定規を置くこと、定規を用いて線を伸ばすこと、の5つの基本的な操作を列挙した。
作図の「単純性」は、その操作の数で測定することができる。彼の論文では、ヘレニズム時代にペルガのアポロニウスが提起したアポロニウスの問題の例について論じられた。これは、与えられた3つの直線に接する円を作図する方法を問う問題であった。この問題は、1816年にジョゼフ・ジェルゴンヌが単純度400の作図で解決したが、ルモワーヌの提案する解法の単純度は154だった。現在では、1936年のフレデリック・ソディによるものや2001年のデヴィッド・エプシュタインによるもの等、より単純な解法の存在が知られている。

### ルモワーヌの予想とその拡張
1894年、ルモワーヌは、現在「ルモワーヌの予想」として知られる予想を提案した。これは、3より大きい全ての奇数は、pとqを素数として、2p + qの形で表せるというものである。1985年、ジョン・キルティネンとピーター・ヤングはこの予想を拡張し、アメリカ数学協会の専門誌上で、「9以上の全ての奇数mに対し、m = 2p + qかつ2 + pq = 2j + rかつ2q + p = 2k + sを満たす奇素数p、q、rと自然数j、kが存在する・・・この研究は、素数の加法理論のより繊細な側面に我々の関心を向けてくれた。我々の予想はそれを反映して、そのような和を個別にしか扱っていないゴールドバッハの予想やルモワーヌの予想とは異なり、素数を含む和の相互作用を扱っている。この予想と、第2水準、第3水準の数に関する公開質問は、この素数の魅力的でしばしば不可解な加法に関する問題のため、それ自体が興味深いものである。」と発表した。

## 近代三角形幾何学における役割
ウィリアム・ゲラトゥリらは、ルモワーヌを、ネイサン・コート、アンリ・ブロカール、ヨーゼフ・ノイベルグとともに、近代三角形幾何学の共同創始者と呼んでいる。ここで「近代」とは、18世紀末以降に発展した幾何学に対して使われる言葉である。このような幾何学は、角度や距離の測定等、従来用いられてきた解析的な方法に代わり、平面内での図形の抽象化によるもので、前述のような測定が含まれない、共線性、共点性、共円性等の性質に焦点があてられる。
ルモワーヌの研究は、この流れにおいて注目すべき特徴の多くを定義した。彼のジオメトログラフィーや、三角錐、三角形に関する方程式、また共点や共円に関する研究は、当時の近代三角形幾何学に寄与した。また、ルモワーヌ点等の三角形上の点の定義は、幾何学に不可欠の要素であり、ブロカールやガストン・タリー等、他の幾何学者も似たような点について書いている。

## 主な論文
- Sur quelques propriétés d'un point remarquable du triangle (1873)
- Note sur les propriétés du centre des médianes antiparallèles dans un triangle (1874)
- Sur la mesure de la simplicité dans les tracés géométriques (1889)
- Sur les transformations systématiques des formules relatives au triangle (1891)
- Étude sur une nouvelle transformation continue (1891)
- La Géométrographie ou l'art des constructions géométriques (1892)
- Une règle d'analogies dans le triangle et la spécification de certaines analogies à une transformation dite transformation continue (1893)
- Applications au tétraèdre de la transformation continue (1894)
- “Note on Mr. George Peirce's Approximate Construction for π”. Bull. Amer. Math. Soc. 8 (4):  137–148. (1902). doi:10.1090/s0002-9904-1902-00864-1.